# Spirorbis glomeratus
Spirorbis glomeratus är en ringmaskart som beskrevs av Alpheus Spring Packard 1863. Spirorbis glomeratus ingår i släktet Spirorbis och familjen Serpulidae. Inga underarter finns listade i Catalogue of Life.